# Дивовижна знахідка, або звичайнісінькі чудеса
«Дивовижна знахідка, або звичайнісінькі чудеса» (рос. «Удивительная находка или самые обыкновенные чудеса») — український радянський художній фільм 1986 року режисера Марка Толмачова за мотивами повісті Владислава Крапівіна «Болтик».

## Сюжет
Дев'ятирічний Максим Рибкін, надмірно опікуваний мамою і бабусею, росте боягузливою і боязкою дитиною, але одного разу знаходить болтик і бачить сон, з якого дізнається, що цей предмет наділений чарівною силою допомагати досягненню задуманого. Повіривши в це, хлопчик стає сміливим і рішучим — хоробро кидається гасити пожежу, перемагає у велогонці, після чого забуває про «чудовий» болтик, який цілеспрямованій і наполегливій людині зовсім не потрібен.

## У ролях
- Ярослав Есиновський
- Філіп Салимоненко
- Настя Бурлакова
- Олександр Делібаш
- Антон Артеменко
- Маша Ковтун
- Юрій Звягінцев
- Марина Станькова
- Віталій Дорошенко
- Марія Виноградова
- Ніна Русланова
- Ірина Азер

## Творча група
- Сценарій: Лариса Євгеньева
- Режисер: Марк Толмачов
- Оператор: Альберт Осипов
- Композитор: Геннадій Банщиков